# Kim tự tháp Amenemhat I
Kim tự tháp Amenemhat I, hay "Nơi mà Amenemhet xuất hiện", là một lăng mộ được xây dựng tại Lisht, là nơi chôn cất của pharaon Amenemhat I - vua đầu tiên của Vương triều thứ 12. Bắt đầu từ thời trị vì của ông trở đi, mỗi phần cấu trúc trong phức hợp kim tự tháp được gọi với một cái tên riêng.
Kim tự tháp ban đầu có độ cao hơn 55 mét, với chiều dài các cạnh là 83 mét và độ dốc 54°, nhưng ngày nay nó chỉ còn cao khoảng 20 mét. Nhìn từ xa, kim tự tháp không khác gì một cồn cát ngay giữa lòng sa mạc.
Bằng chứng khảo cổ cho thấy rằng Amenemhet đã cho xây dựng kim tự tháp của mình tại Thebes nhưng không hiểu vì sao ông lại đổi quyết định và chuyển vị trí xây dựng kim tự tháp sang Lisht.
Các kim tự tháp ở Lisht không được mở cửa cho du khách ngoại trừ sự cho phép đặc biệt.

## Lịch sử khảo cổ
Vào năm 1882, Gaston Maspero là nhà khảo cổ đầu tiên đã đi vào bên trong kim tự tháp của Amenemhet. Sau đó, vào năm 1894 - 1895, dưới sự hướng dẫn của 2 nhà khảo cổ người Pháp, Gautier và Jequier, công việc nghiên cứu kim tự tháp tiếp tục diễn ra. Dưới sự chỉ đạo của Albert Lythgoe và Arthur Mace, đoàn khảo cổ đến từ Viện bảo tàng Metropolitan đã khai quật nơi này trong khoảng thời gian từ năm 1902 - 1934.
Thật không may, một nghĩa trang Hồi giáo địa phương đã xây chồng lên đỉnh của ngôi đền thung lũng nên không thể khai quật được. Thêm nữa, phòng mộ bên dưới kim tự tháp đã bị chìm trong nước ngầm (điều này tương tự ở bên dưới Kim tự tháp Senusret I), khiến cho việc nghiên cứu hoàn toàn không thể thực hiện được.

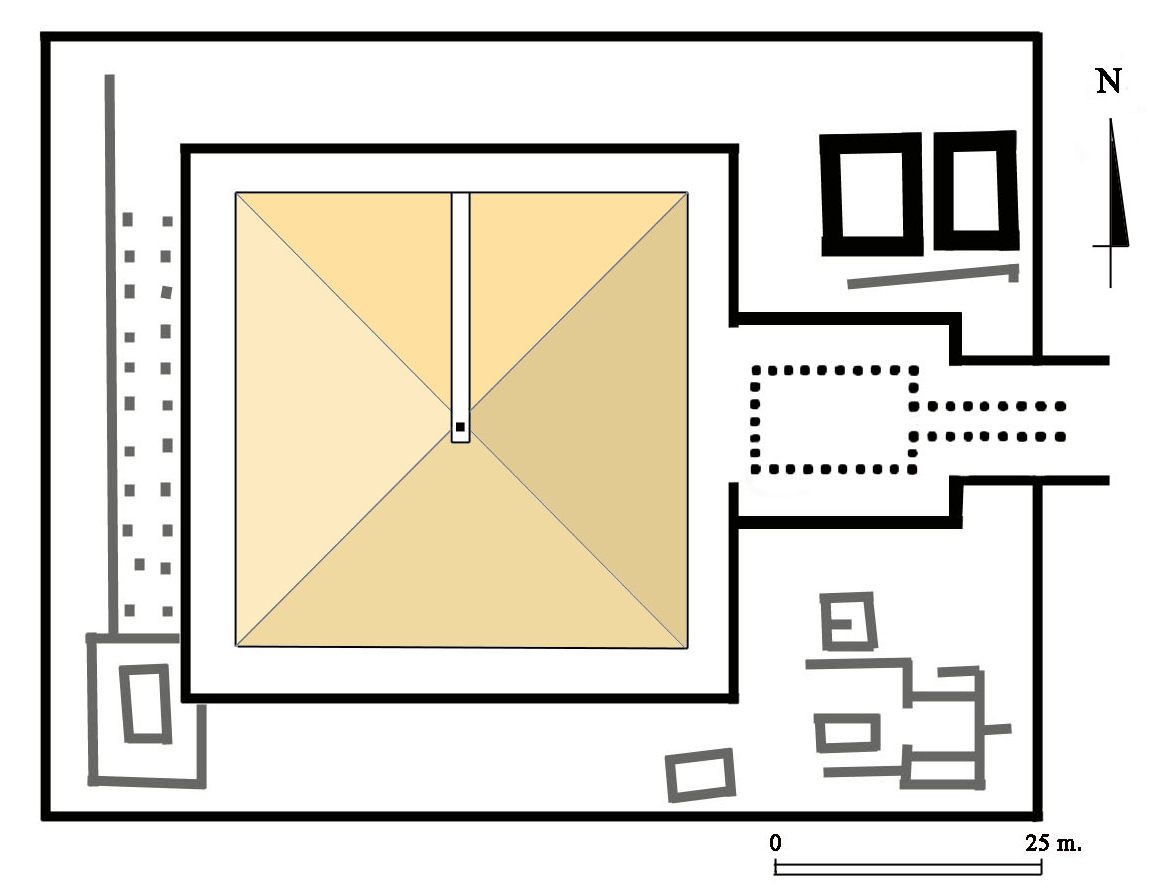
Sơ đồ phức hợp kim tự tháp của Amenemhet I

## Phức hợp
Đền thờ tang lễ nằm ở phía đông của kim tự tháp, được gọi là "Vẻ đẹp cao quý của Amenemhet". Nó nhỏ và đơn giản hơn nhiều so với các ngôi mộ của thời kỳ Cổ vương quốc. Hầu như không còn sót lại bất cứ một tàn tích nào của ngôi đền, và vì vậy việc xác định các cấu trúc trở nên vô cùng khó khăn. Chữ viết và các phù điêu trong đống đổ nát cho thấy ngôi đền được tu sửa dưới thời Senusret I con trai ông. Chỉ có phần sân của đền thờ là còn nguyên vẹn và được trang trí với các phù điêu trên tường.
Sảnh dâng lễ vật và bệ thờ bằng đá granite nằm xen lẫn trong đống hoang tàn. Nhiều hũ lọ bằng gốm và thạch cao nằm rải rác xung quanh cùng với sọ của một con bò đực hiến tế. Nhiều tấm thẻ bằng đồng, sứ và thạch cao cũng được tìm thấy, trên đó có ghi tên của kim tự tháp.
Kim tự tháp và khu vực đền thờ được bao bọc trong hai lớp tường, lớp trong bằng gạch bùn và lớp ngoài bằng đá vôi. Khoảng trống giữa 2 lớp tường ở mé tây là 22 ngôi mộ dành cho các hậu phi và công chúa. Thông tin của một số người được biết thông qua những dòng chữ trên mộ, bao gồm:
- Phu nhân Neferitatjenen, vợ của Amenemhat I và là mẹ ruột của Senusret I
- Công chúa Neferu III, con gái của Amenemhat I, đồng thời là Chánh cung của Senusret I

Một ngôi mộ khác lớn hơn nằm ở góc tây nam của kim tự tháp, cũng nằm giữa 2 bức tường, là nơi chôn cất của tể tướng Antefiker, đại thần dưới quyền Amenemhat và Senusret. Ở góc đông bắc là 2 ngôi mộ mastaba không rõ chủ nhân. Ngoài ra, quan quản khố Rehuerdjersen và đại tổng quản Nakht cũng được chôn Lisht, ở bên ngoài kim tự tháp của nhà vua.

## Kim tự tháp

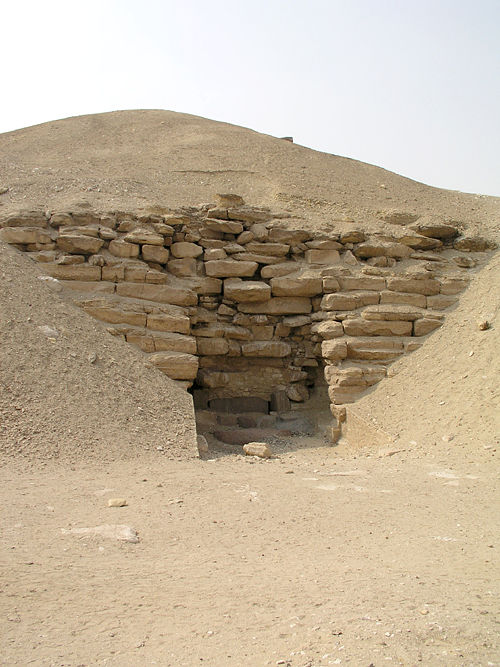
Lối vào bên trong kim tự tháp

Một điều đặc biệt ở phần lõi kim tự tháp, nhiều khối đá vôi của nó đều có khắc tên của các pharaon Khufu, Khafre, Unas và Pepi I (hoặc Pepi II). Điều này cho thấy rằng, những đền đài của các vua này bị hủy hoại một phần là do chính Amenemhat I. Vỏ ngoài của kim tự tháp được làm bằng đá vôi trắng mịn.
Lối vào kim tự tháp nằm ở phía bắc nối với một nhà nguyện nhỏ, đã bị bịt kín bởi một cửa giả bằng đá granite đỏ sau khi hạ huyệt nhà vua. Hành lang lát bằng đá granite hồng, dẫn xuống phòng mộ toàn là nước. Mọi nỗ lực bơm nước ra ngoài đều thất bại.